# Teachings of the Prophet Joseph Smith

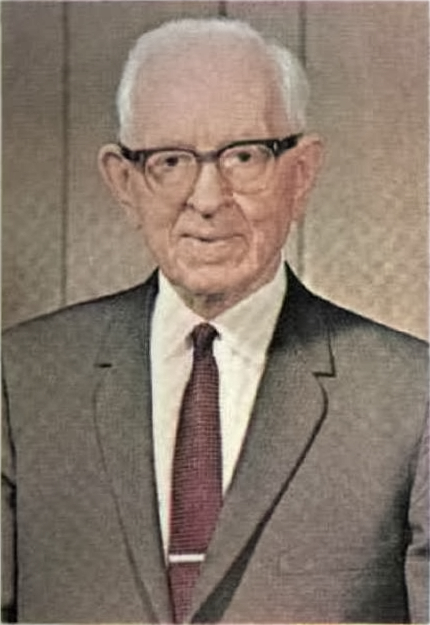
Joseph Fielding Smith, autor książki

Teachings of the Prophet Joseph Smith – książka autorstwa Josepha Fieldinga Smitha opublikowana po raz pierwszy w 1938.
Ukazała się nakładem Deseret News Press w Salt Lake City. Jej autor był w owym czasie członkiem Kworum Dwunastu Apostołów, jak również oficjalnym historykiem Kościoła Jezusa Chrystusa Świętych w Dniach Ostatnich. Została pomyślana jako kompilacja kazań, wypowiedzi oraz innych tekstów autorstwa Josepha Smitha, twórcy mormonizmu. Liczy 410 stron. Wyboru oraz redakcji materiału źródłowego dokonał Joseph Fielding Smith, korzystając przy tym z pomocy podległych sobie, jako kościelnemu historykowi, współpracowników. Opierał się głównie na History of the Church, dziele B.H. Robertsa, czerpiącym z kolei z wieloczęściowego manuskryptu opisującego najwcześniejsze dzieje Kościoła.
Książka podzielona jest na sześć rozdziałów, uszeregowanych w porządku chronologicznym. Jako oficjalna publikacja kościelna stara się przedstawić Smitha w możliwie jak najlepszym świetle. Przeznaczona głównie dla odbiorców będących członkami Kościoła, doczekała się niemniej również uznania osób niebędących świętymi w dniach ostatnich. Zauważano chociażby jej wartość jako źródła do badań nad mormonizmem w kontekście amerykańskim. Dodawano, że można w niej odnaleźć materiały, które wcześniej pozostawały rozproszone lub były zwyczajnie trudno dostępne.
Stanowi najprawdopodobniej najczęściej cytowaną pozycję w historii mormońskiej literatury. Przez dekady była podstawową i najpowszechniej dostępną pozycją, dzięki której święci w dniach ostatnich mogli zapoznawać się z naukami i poglądami swego pierwszego przywódcy. Spopularyzowana dodatkowo przez zięcia Fieldinga Smitha, Bruce’a McConkiego, który odwoływał się do niej wielokrotnie, również na kartach swej encyklopedycznej Mormon Doctrine.